# 维尔纳·克罗利科夫斯基
维尔纳·克罗利科夫斯基（德語：Werner Krolikowski，1928年3月12日—），德国统一社会党政治局委员，中央委员会书记，东德部长会议第一副主席。

## 生平
1928年，生于奥勒斯的工人家庭。1945年，当工人。1946年，入党，在梅克伦堡州马尔辛县委工作。1951年，任梅克伦堡州党委政治工作人员，后为宣传鼓动部长。1952年，任罗斯托克州利布尼茨—达姆加藤县委第一书记。1953年，任格赖斯瓦德县委第一书记。1958年，任罗斯托克专区党委书记。1960年，任德累斯顿专区党委第一书记。
1963年，为中央委员。1971年，为政治局委员。1973年，为中央委员会书记。1976年，任部长会议第一副主席。1989年，辞职。